# Milčo Makendžiev
Milčo Makendžiev (in bulgaro Милчо Макенджиев?; Petrič, 31 ottobre 1989) è un ex calciatore bulgaro, di ruolo difensore.

## Biografia
Ha un fratello maggiore, Blagoj, anch'esso calciatore. Dopo il ritiro si è dedicato al biliardo.

## Caratteristiche tecniche
Era un difensore centrale.

## Carriera

### Club
Inizia a giocare a calcio nelle giovanili del Pirin Blagoevgrad. Nel 2007 si trasferisce in Italia, accordandosi con l'Ascoli, che lo aggrega al proprio settore giovanile. Nel 2008 viene ceduto al Gavorrano, in Serie D. Termina la stagione scendendo in campo in 8 occasioni.
A fine stagione torna in Bulgaria, accordandosi con il Lokomotiv Mezdra. Esordisce nel campionato bulgaro il 30 agosto 2008 contro il Pirin Blagoevgrad.

### Nazionale
Nel 2008 è stato convocato agli Europei Under-19, disputati in Repubblica Ceca. Esordisce con la nazionale Under-21 l'11 ottobre 2008 contro la Grecia, in un incontro amichevole. In totale conta 4 presenze con la selezione Under-21.

## Statistiche

### Presenze e reti nei club
Statistiche aggiornate all'8 dicembre 2012.
| Stagione                | Squadra                 | Campionato              | Campionato | Campionato | Coppe nazionali | Coppe nazionali | Coppe nazionali | Coppe continentali | Coppe continentali | Coppe continentali | Altre coppe | Altre coppe | Altre coppe | Totale | Totale |
| Stagione                | Squadra                 | Comp                    | Pres       | Reti       | Comp            | Pres            | Reti            | Comp               | Pres               | Reti               | Comp        | Pres        | Reti        | Pres   | Reti   |
| ----------------------- | ----------------------- | ----------------------- | ---------- | ---------- | --------------- | --------------- | --------------- | ------------------ | ------------------ | ------------------ | ----------- | ----------- | ----------- | ------ | ------ |
| gen.-giu. 2008          | Gavorrano               | D                       | 8          | 0          | CI-D            | -               | -               | -                  | -                  | -                  | -           | -           | -           | 8      | 0      |
| 2008-2009               | Lokomotiv Mezdra        | A-PFG                   | 13         | 1          | CB              | 0               | 0               | -                  | -                  | -                  | -           | -           | -           | 13     | 1      |
| 2009-2010               | Lokomotiv Mezdra        | A-PFG                   | 7          | 0          | CB              | 1               | 0               | -                  | -                  | -                  | -           | -           | -           | 8      | 0      |
| Totale Lokomotiv Mezdra | Totale Lokomotiv Mezdra | Totale Lokomotiv Mezdra | 20         | 1          |                 | 1               | 0               |                    | -                  | -                  |             | -           | -           | 21     | 1      |
| 2010-gen. 2011          | Nesebăr                 | B-PFG                   | 11         | 0          | CB              | 0               | 0               | -                  | -                  | -                  | -           | -           | -           | 11     | 0      |
| gen.-giu. 2011          | Sliven                  | A-PFG                   | 8          | 0          | CB              | -               | -               | -                  | -                  | -                  | -           | -           | -           | 8      | 0      |
| 2011-2012               | Etăr 1924               | B-PFG                   | 12         | 0          | CB              | 0               | 0               | -                  | -                  | -                  | -           | -           | -           | 12     | 0      |
| 2012-2013               | Etăr 1924               | A-PFG                   | 14         | 0          | CB              | 0               | 0               | -                  | -                  | -                  | -           | -           | -           | 14     | 0      |
| Totale Etăr 1924        | Totale Etăr 1924        | Totale Etăr 1924        | 26         | 0          |                 | 0               | 0               |                    | -                  | -                  |             | -           | -           | 26     | 0      |
| Totale carriera         | Totale carriera         | Totale carriera         | 73         | 1          |                 | 1               | 0               |                    | -                  | -                  |             | -           | -           | 74     | 1      |

### Cronologia presenze e reti in nazionale
| Cronologia completa delle presenze e delle reti in nazionale ― Bulgaria under 21 | Cronologia completa delle presenze e delle reti in nazionale ― Bulgaria under 21 | Cronologia completa delle presenze e delle reti in nazionale ― Bulgaria under 21 | Cronologia completa delle presenze e delle reti in nazionale ― Bulgaria under 21 | Cronologia completa delle presenze e delle reti in nazionale ― Bulgaria under 21 | Cronologia completa delle presenze e delle reti in nazionale ― Bulgaria under 21 | Cronologia completa delle presenze e delle reti in nazionale ― Bulgaria under 21 | Cronologia completa delle presenze e delle reti in nazionale ― Bulgaria under 21 |
| Data                                                                             | Città                                                                            | In casa                                                                          | Risultato                                                                        | Ospiti                                                                           | Competizione                                                                     | Reti                                                                             | Note                                                                             |
| -------------------------------------------------------------------------------- | -------------------------------------------------------------------------------- | -------------------------------------------------------------------------------- | -------------------------------------------------------------------------------- | -------------------------------------------------------------------------------- | -------------------------------------------------------------------------------- | -------------------------------------------------------------------------------- | -------------------------------------------------------------------------------- |
| 11-10-2008                                                                       | Sofia                                                                            | Bulgaria under 21                                                                | 2 – 1                                                                            | Grecia under 21                                                                  | Amichevole                                                                       | -                                                                                |                                                                                  |
| 15-10-2008                                                                       | Skopje                                                                           | Macedonia under 21                                                               | 0 – 0                                                                            | Bulgaria under 21                                                                | Amichevole                                                                       | -                                                                                |                                                                                  |
| 4-9-2009                                                                         | Loveč                                                                            | Bulgaria under 21                                                                | 3 – 0                                                                            | Kazakistan under 21                                                              | Qual. Europeo Under-21 2011                                                      | -                                                                                |                                                                                  |
| 9-9-2009                                                                         | Trelleborg                                                                       | Svezia under 21                                                                  | 2 – 1                                                                            | Bulgaria under 21                                                                | Qual. Europeo Under-21 2011                                                      | -                                                                                |                                                                                  |
| Totale                                                                           |                                                                                  | Presenze                                                                         | 4                                                                                |                                                                                  | Reti                                                                             | 0                                                                                |                                                                                  |

## Palmarès

### Club

#### Competizioni nazionali
- Vtora profesionalna futbolna liga: 1

Etăr 1924: 2011-2012 (Girone A)